# Colpo di fulmine (film 1947)
Colpo di fulmine (Thunderbolt!) è un documentario del 1947 diretto da William Wyler e John Sturges.